# Festival de Ravinia
El Festival de Ravinia (en inglés: Ravinia Festival) es un festival de música clásica, que se celebra cada año entre junio y septiembre desde 1936 en Highland Park en Illinois. Es el más antiguo de los festivales musicales al aire libre de Estados Unidos.
Tiene un pabellón para 3200 espectadores, un teatro cerrado para 850 y uno de cámara para 450. Se realizan más de 120 eventos anuales entre conciertos, óperas, jazz, rock y teatro. Es la sede veraniega de la Orquesta Sinfónica de Chicago desde 1936.
Atrae a 600,000 personas anualmente y ha visto actuar a luminarias como Louis Armstrong, The Ballet Russe, Luciano Berio, Leonard Bernstein, Lucrezia Bori, Dave Brubeck, Pablo Casals, Van Cliburn, Aaron Copland, Duke Ellington, Ella Fitzgerald, George Gershwin, JosZÿ Greco, Jascha Heifetz, John Houseman, Janis Joplin, Yo Yo Ma, Luciano Pavarotti, Itzhak Perlman, Renata Scotto, Oscar Peterson, Jessye Norman, Stephen Sondheim, Isaac Stern , Osvaldo Golijov, y Frank Zappa.
También fue escenario para el estreno estadounidense de la obra Orion de Philip Glass en colaboración con Mark Atkins, Ashley MacIsaac, Wu Man, Ravi Shankar, Foday Musa Suso y UAKTI, que tuvo lugar el martes 21 de junio de 2005.
Es rival amistoso del Festival de Tanglewood.

## Directores artísticos
- James Conlon (2005-)
- Christoph Eschenbach (1994-2005)
- James Levine (1971-1994)
- Seiji Ozawa (1964-1971)